# Râul Racoș, Râul Negru
Râul Racoș este un curs de apă, afluent al Râului Negru. 